# 河合優子 (ピアニスト)
河合 優子（かわい ゆうこ、10月20日 - ）は、日本のクラシック音楽のピアニスト。愛知県岡崎市出身。

## 経歴
愛知県名古屋市に生まれ、岡崎市で育つ。名古屋市立菊里高等学校音楽科を経て愛知県立芸術大学音楽学部卒業、同大大学院音楽研究科修了。大学院在学中の1990年に来日したポーランドのピアニスト、ヤン・エキエルに演奏を認められ、翌1991年春にポーランド国立ワルシャワ・ショパンアカデミーに留学、1994年研究科修了。
ヤン・エキエルは1990年に5度目で最後の来日。全国各地で公開講座とレッスンをおこない、60人以上の若い日本のピアニストを聴いた。この時名古屋で出会ったのが河合で、彼女の弾くショパンのソナタ ロ短調 作品58を聴き、エキエルはレッスン後ただちにワルシャワ留学を勧め、推薦状を書くことを約束した。
河合はヤン・エキエルの晩年の弟子として薫陶を受けた。エキエルの推薦・招待により河合がワルシャワ・ショパンアカデミー（現ショパン音楽大学）に留学した当時、エキエルは77歳で現役の教授であった。弟子は常に1人か2人で、高齢とは思えない情熱とエネルギーで徹底して生徒のレッスンにすべてを注いでいた。河合は留学中、月曜日の15時から2時間のレッスンであったが、レッスン時間はしばしば延長され、レッスン後はエキエル教授とともにアカデミーから新世界通りのバス停まで歩き、バスに乗り込む教授を見送るのが常であった。河合は、音楽院からバス停まで毎週の「レッスンの緊張から開放された教授との散歩」で音楽について忌憚なく話し合うことができた。
1995年7月第1回マリアーンスケー・ラーズニェ・フレデリック・ショパン国際ピアノ・コンクール第3位入賞。同1995年10月、第13回ショパン国際ピアノコンクールでは入賞を逃したものの聴衆やメディアの反響は大きく、著名な批評家ヤヌシュ・エキエルトの発表した評論『スターは消えてゆく』『戦闘後の風景』、およびポーランド国営ラジオ第一放送がコンクール直後に放送した彼女に関する特別ルポルタージュ番組が大きな反響を呼び、翌1996年2月、3月の14回にわたるポーランド全国リサイタルツアーをきっかけに演奏活動に入る。
1999年ポーランド永住権取得。2001年からは世界で初めて、ナショナル・エディションに基づく世界初のショパン全曲演奏会・全曲録音・国内マスタークラスの大プロジェクト「河合優子Chopinissimoシリーズ」を愛知県で開始。浜離宮朝日ホールでの第一回リサイタルは、後に「Chopinissimo I」としてCD化された。
これまでに「能に通じる品格のある静けさや簡素な美しさと、スラヴ的なダイナミズムとリリシズムの融合」「透徹したリリシズムはリパッティに匹敵」などの評を得る。ヤン・エキエルが校訂したナショナル・エディションによるショパンの2曲のピアノ協奏曲の1台ピアノヴァージョン世界初演者であり、公式録音も残された。
2010年7月-10月、クラシカ・ジャパンのテレビ番組『河合優子が語るショパン・ナショナル・エディション』(全13回)に出演。この一連の番組は翌2011年の第1回衛星放送協会オリジナル番組アワード「オリジナル編成企画部門」最優秀賞 を受賞した。
2017年からポーランドのショパン音楽大学/ワルシャワ音楽院で教鞭を執っていたが、両脚リハビリのため休職している。

## 初演データ

### 世界初演
- 2002年6月17日 - フレデリック・ショパン:PWMナショナル・エディションによる1台ピアノヴァージョン ピアノ協奏曲 ホ短調 作品11 WN 13A, Vol. XIIIa(於:知立リリオ・コンサートホール)
- 2004年5月30日 - フレデリック・ショパン:PWMナショナル・エディションによるコントルダンス 変ト長調 WN29B, Vol. V(於:岡崎市シビックセンター コンサートホール コロネット)
- 2004年8月11日 - フレデリック・ショパン:PWMナショナル・エディションによる1台ピアノヴァージョン ピアノ協奏曲 へ短調 作品21 WN 14A, Vol. XIIIb(於:知立リリオ・コンサートホール)

### イタリア初演
- 2010年9月、ローマでナショナル・エディションによるショパン：ピアノ協奏曲 ホ短調 作品11、1台ピアノヴァージョンをイタリア初演。

### オーストリア初演
- 2011年5月、ウィーンでナショナル・エディションによる ショパン：ピアノ協奏曲 ホ短調 作品11、1台ピアノヴァージョンをオーストリア初演。

### スイス初演
- 2017年11月、ムルテンでナショナル・エディションによる ショパン:ピアノ協奏曲 へ短調 作品21、1台ピアノヴァージョンをスイス初演。

### 日本初演
- 2009年2月17日 - フリードリヒ・カルクブレンナー:ピアノ協奏曲第4番変イ長調Op.127(齊藤一郎指揮 セントラル愛知交響楽団。於:しらかわホール)[15]

## 公演
- 2007年6月8日 - Tokyo Opera City Concert Hall Takemitsu Memorial, Tokyo[16]
- 2010年6月2日 - 浜松市楽器博物館展示室天空ホール[17]
- 2013年10月26日 - Piotrowice Nyskie Palace, Poland, Yuko Kawai Chopinissimo Series at Piotrowice Nyskie[18]
- 2017年5月20日 - St.Anne's Church in Piaseczno, Piaseczynska Wiosna Muzyczna/Piaseczno Spring Music (Festival/Concert Cycle[19])
- 2018年4月13日-4月15日 - シュターツカペレ・ドレスデンのアシスタント第1コンサートマスター、ギエンゲ・ティボーとのデュオでポーランド南部ツアー[20]。

## ディスコグラフィー
- ショパン レント・コン・グラン・エスプレッシオーネ(BeArTon[21])1999年
- ショパン バラード（全曲）／即興曲集 (PLATZ[22])2004年
- ショパニッシモ I (Imagine)2006年
- ショパニッシモ II (Imagine)2007年
- ショパニッシモ III (Imagine)2007年
- ショパニッシモ IV (Imagine)2007年
- ショパン 小品集 (BeArTon)2007年
- ショパニッシモ V (Imagine)2008年
- ショパニッシモ VI (Imagine)2008年
- ショパニッシモ VII (Imagine[23])2009年
- ショパニッシモ VIII(Imagine)2010年
- ショパン ピアノ協奏曲集 1台ピアノヴァージョン(BeArTon[24])2010年